# 新春大吉
『新春大吉』（しんしゅんだいきち）は、1977年1月1日に日本テレビ系列の『グランド劇場』枠で放送された日本テレビ製作のテレビドラマ。全1話。

## 概要
易者とその家族を題材にした作品。
主演は、前年に同枠で放送された『八丁目のダメ親父!カンナ・トンカチ・キリキリ舞い』の主演俳優である森繁久彌が務めた。また、当時読売ジャイアンツの選手であった王貞治が出演しており、王のドラマ初出演作となっている。
本作は『グランド劇場』枠唯一の元日放送作品となっており、枠名も『お年玉グランド劇場』とそれに合わせたタイトルに変更の上で放送されている。元日が土曜日になった年は他にも1972年があるが、同年元日には20時00分 - 22時26分にバラエティ特番の『勢ぞろい！スターお年玉大会』が編成され、本枠のドラマ作品は放送されなかった。

## キャスト
- 安部木竜子：森繁久彌
- 安部雪江：朝丘雪路
- 山口あぐり：山田五十鈴
- 山口正己：津川雅彦
- 章夫：堺正章 - 木竜子の弟子
- 王貞治
- マリー・オリギン
- 和田アキ子

## スタッフ
- 脚本：大西信行
- 演出：河野和平